# Litoria microbelos
Litoria microbelos és una espècie de granota de la família dels hílids. Aquest endemisme australià es troba des de la costa central fins al sud de Queensland, Kimberley a Austràlia Occidental i la costa del Territori del Nord. És possible que es torbi per tot el nord de l'illa en el seu hàbitat però que degut a la seva grandària (16 mm) encara no s'hagi detectat en molts altres llocs.
Viu en zones humides. Sovint s'observa entre l'herba en zones pantanoses i prop de basses. S'oculta sota els prats, roques i troncs. La reproducció té lloc a l'estiu, en zones poc profundes temporalment inundades, quan els mascles canten des de la vegetació a uns 30 cm per sobre del terra. Ponen els ous en grups d'uns 60.